# Zračna luka Maribor
Zračna luka Maribor Edvard Rusjan (slovenski: Letališče Edvarda Rusjana Maribor) (IATA: MBX, ICAO: LJMB) je druga najveća zračna luka u Sloveniji koja služi gradu Mariboru. Smještena je 9 km južno od željezničke stanice Maribor, u blizini Slivnica. 